# Dimos Oichalia
Dimos Oichalia (Oichalia) är en kommun i Grekland.   Den ligger i prefekturen Messenien och regionen Peloponnesos, i den södra delen av landet, 170 km sydväst om huvudstaden Aten. Antalet invånare är 11 681. Arean är 411 kvadratkilometer.
Terrängen i Dimos Oichalia är huvudsakligen lite bergig.